# Kliment Boyadjiev
Kliment Boyadjiev (bulgare : Климент Бояджиев), né le 15 avril 1861 et mort le 15 juillet 1933, est un général bulgare de la Première Guerre mondiale.

## Origines et guerres balkaniques
Kliment Boyadjiev naît à Ohrid dans le pachalik de Roumélie, alors province de l'Empire ottoman. Après la guerre russo-turque de 1877-1878 qui donne l'autonomie à la principauté de Bulgarie en 1878, il émigre à Sofia où il étudie dans une école militaire. Il est ensuite diplômé à l'académie militaire de Turin en 1895.
Durant la guerre serbo-bulgare de 1885, il est aide-de-camp au quartier général du front ouest; il participe à la bataille de Lule-Burgas en commandant la 4e division d'infanterie Preslav lors de la Première Guerre balkanique. Il est ministre de la Guerre entre le 22 août et le 1er septembre 1913.

## Première Guerre mondiale et après-guerre
Pendant la Première Guerre mondiale, il est nommé le 11 septembre 1915 à la tête de la 1re armée bulgare (en) et prend part, aux côtés des Empires centraux, à l'invasion de la Serbie qui permet à la Bulgarie de récupérer sa région natale, la Macédoine. Il se distingue pendant les batailles de la Morava et de Kosovo. Son armée est ensuite intégrée au groupe d'armées germano-bulgare et participe à l'offensive du Strymon face au corps expéditionnaire allié de Salonique. Après l'échec bulgare de la bataille de Monastir, il est placé en réserve le 25 septembre 1916.
Il émigre en Allemagne entre 1918 et 1923 avant de rentrer en Bulgarie. Il meurt à Sofia en 1933.

## Réalisations
En 1902, il est l'auteur d'une carte en relief de la Bulgarie.

## Distinctions
Il reçoit :
- l'ordre de la Bravoure ;
- l'ordre de Saint-Alexandre ;
- l'ordre du Mérite militaire (Bulgarie) ;
- l'ordre de Saint-Stanislas de 2e classe (Russie).